# 洋白

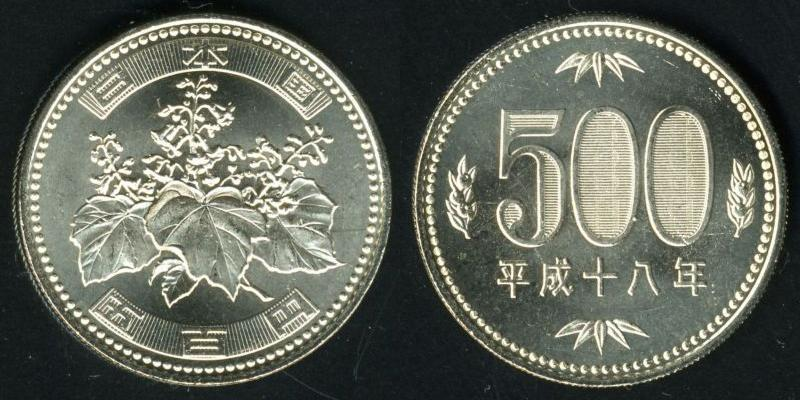
2代目五百円硬貨。銅72 %、亜鉛20 %、ニッケル8 %の合金製。

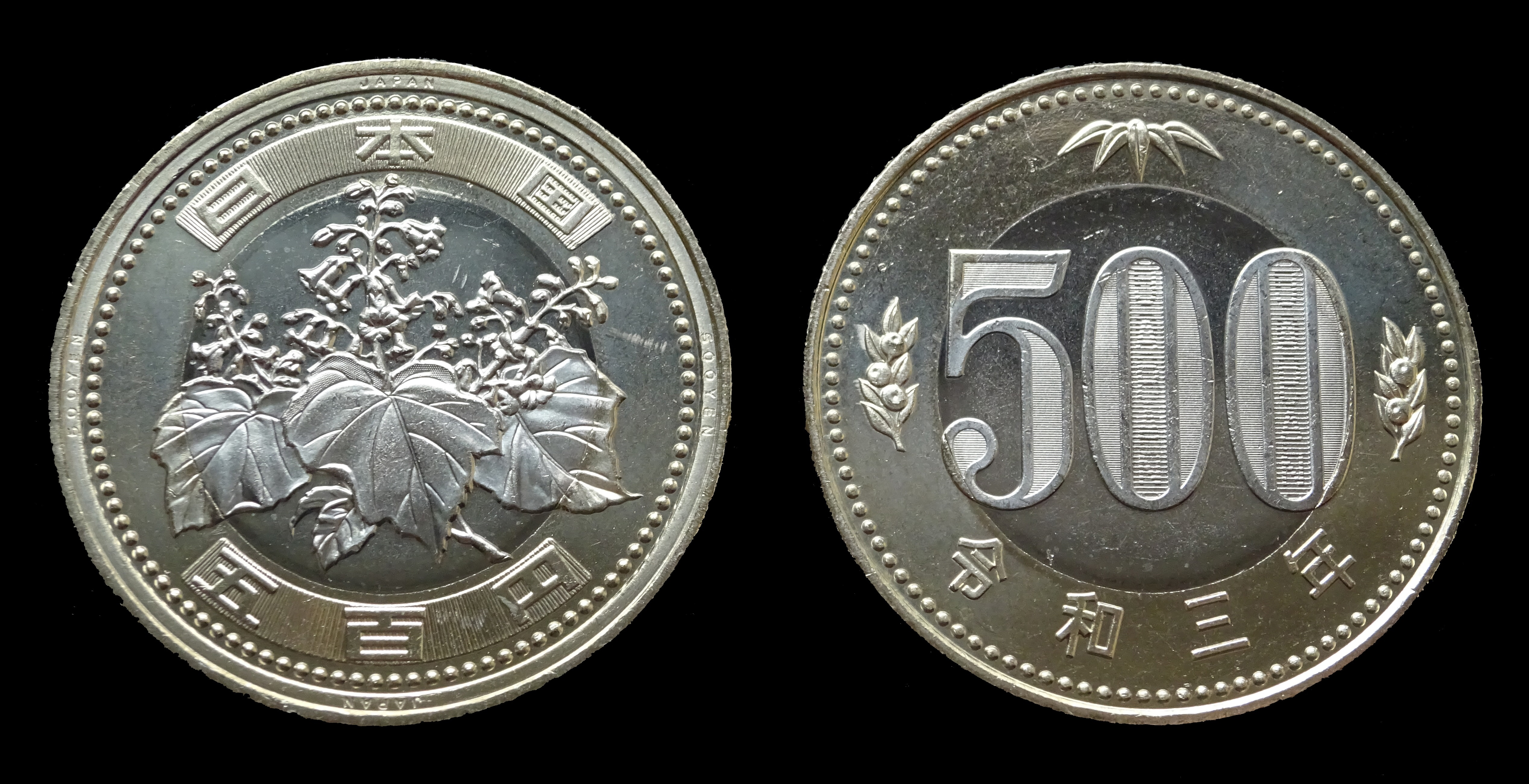
3代目五百円硬貨。バイカラー・クラッド構造であり、外縁部分がニッケル黄銅（洋白、2代目五百円硬貨と同じ材質）である（内側は白銅で銅を挟んだ構造であり、銅は外から見えない）。

洋白（ようはく）とは、銅と亜鉛とニッケルから構成される合金である。その割合は用途に合わせて様々に調整されるものの、これらの元素のうち銅の含有率は50 %を超えている。洋銀（ようぎん）、ニッケルシルバー（英: nickel silver）、ジャーマンシルバー（英: German silver）などの別名を持つが、実際に銀が含まれているわけではない。
また、スペイン語ではアルパカ（西: alpaca）と称される。

## 特徴
銅を50から70パーセント、ニッケルを5から30パーセント、亜鉛を10から30パーセント配合した銀白色の合金で、柔軟性・屈曲加工性に富み、耐食性にも比較的優れている。成分比の例としては、銅55パーセント、亜鉛27パーセント、ニッケル18パーセントから成るCu55-Zn27-Ni18合金が挙げられる。引張り強さなどの機械的性質においては黄銅より優れている。一般には、Niが増すほどばね性が、Znが増すほど強度が、Cuが増すほど展延性が上がる。また、一般的な金属と同様に導体である。

## 用途

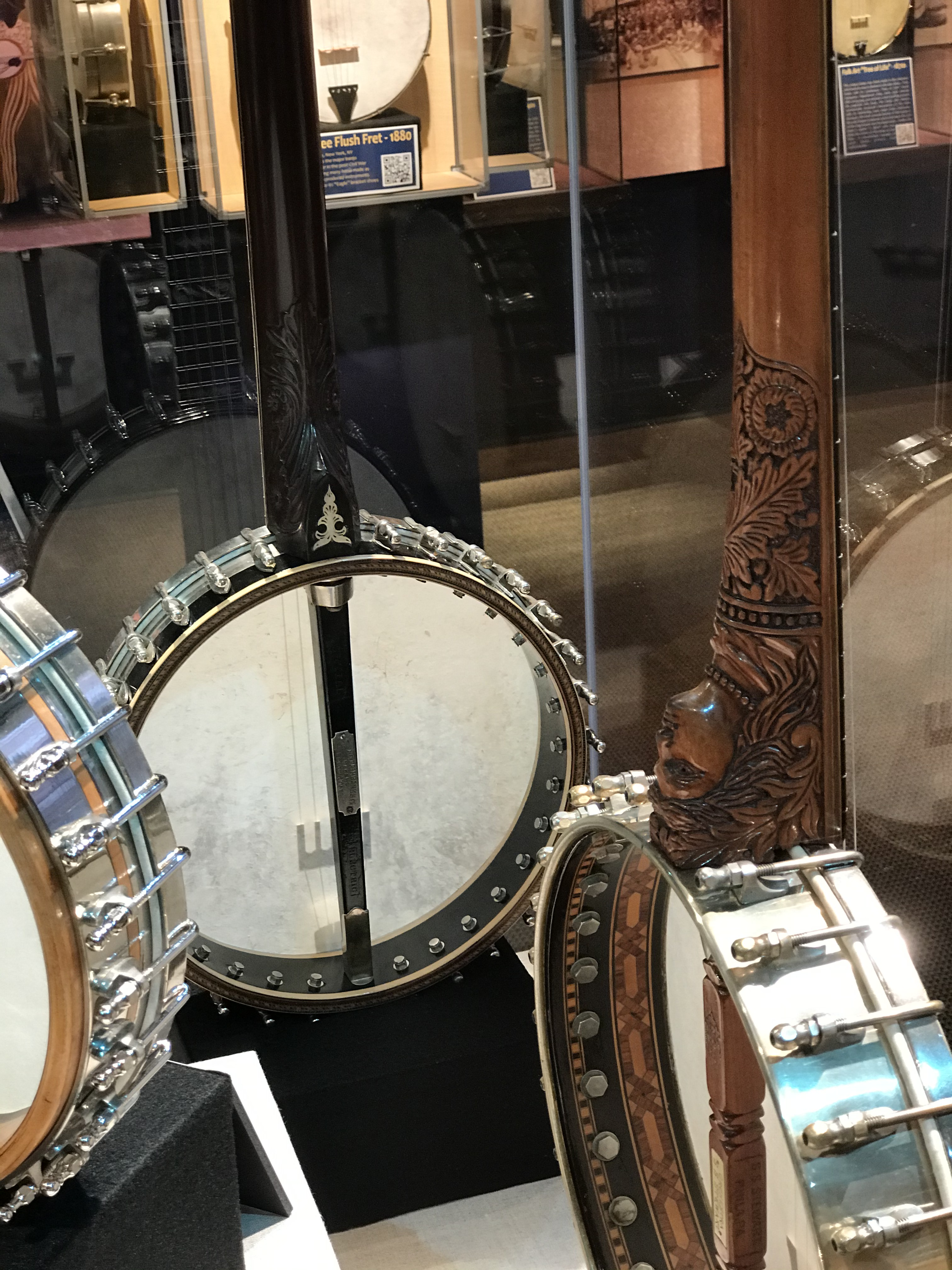
洋白が使われたバンジョー

一定の通電性を有し、加工が比較的容易であることから、鉄道模型のレールにも盛んに使用される。この他にも例えば、装身具や電気抵抗線、ばね材料、楽器（フルートの管体や機構部、金管楽器の抜き差し管の内管、トロンボーンの伸縮部内管など）、美観とともに張力に耐える強度が必要とされる太鼓のリム等の材料として用いられる。洋白に銀メッキを施したカトラリーは特に洋白銀器と呼ばれる。
ニッケルは漢字が知られていないことからも想像できるとおり、単体金属としての分離は1751年と歴史は浅い。しかし特殊鋼や合金添加材としての有用性から、戦時に備えた国家備蓄のため硬貨の材料として用いられるようになった（洋銀貨）。日本において、2000年（平成12年）に発行が開始された2代目五百円硬貨は、銅72 %、亜鉛20 %、ニッケル8 %の合金製であり、さらに2021年（令和3年）に発行開始された3代目五百円硬貨の外縁部分にも用いられており、貨幣の世界ではこの合金をニッケル黄銅と称し、造幣局もこれを材質の正式名称としている。貨幣で言う洋銀貨とは、ニッケル成分が更に少なく銀や錫を混入した物を言い、19世紀にスイスやオーストリア、ドイツで小額硬貨に使用された。日本でも「洋銀貨」と称した十円洋銀貨が製造された事があったが（1950 - 51年、組成は銅55 - 60 %、ニッケル16 - 18 %、亜鉛22 - 29 %）、発行には至らなかった。
なお、同じ19世紀に東アジアで貿易に使われた銀貨も洋銀と呼ばれるので区別を要する。

## 規格
- JIS H 3110(2006年)『りん青銅及び洋白の板並びに条』。
- JIS H 3130(2006年)『ばね用のベリリウム銅，チタン銅，りん青銅，ニッケル－すず銅及び洋白の板並びに条』。
- JIS H 3270(2006年)『ベリリウム銅，りん青銅及び洋白の棒並びに線』。